# DR Ramasjang
DR Ramasjang är en dansk barnkanal som lanserades 1 november 2009 av DR. Kanalen är namngiven efter det danska ordet "ramasjang" som på svenska ungefär kan översättas med rabalder.